# Bernadette Flynn
Bernadette Mary Flynn (Nenagh, 1º agosto 1979) è una danzatrice irlandese.
(Michael Flatley)
Sei volte campionessa del mondo di danza irlandese, è nota soprattutto per il ruolo di Saoirse, the Irish Colleen, in Lord of the Dance e Feet of flames.

## Primi anni
Bernadette Flynn nasce nel 1979 a Nenag, nella Contea di Tipperary, dove i suoi genitori gestivano un pub e B&B. Inizia a praticare danza fin da piccola, sulle orme della sorella maggiore Elaine.

## Carriera
L'anno della svolta è il 1996 quando, presentatasi con Gillian Norris come ballerine di fila per partecipare a Lord of the Dance, vengono scelte per i due ruoli femminili principali.
Dal 1998 Bernadette veste i panni di Saoirse anche in Feet of flames, che riprende la stessa storia e le stesse coreografie di Lord of the dance con l'aggiunta di altre che ampliano la trama e la rendono più gradevole e più comprensibile per lo spettatore. Di questo spettacolo si ricorda il concerto ad Hyde Park con il tutto esaurito.
Nel 2009 ha partecipato con Damien O'Kane in rappresentanza dell'Irlanda allo show Superstars of dance.
Nel 2010, per il tour promozionale in occasione dell'uscita del DVD 3D, è ritornata in scena col partner storico Michael Flatley.

## Vita privata
Bernadette Flynn è sposata dal 28 dicembre 2005 con Damien O'Kane, il ballerino che ha sostituito Flatley nella parte di protagonista di Lord of the Dance. Con il marito ha aperto una scuola di danza (la Flynn O'Kane Academy of Dance) nel 2011.

## DVD
- 2000 - Lord of the dance spettacolo registrato a Dublino nel 1996
- 2001 - Feet of flames spettacolo registrato a Londra nel 1998